# San Marinos Grand Prix 1995
San Marinos Grand Prix 1995 var det tredje av 17 lopp ingående i formel 1-VM 1995.

## Resultat
1. Damon Hill, Williams-Renault, 10 poäng
2. Jean Alesi, Ferrari, 6
3. Gerhard Berger, Ferrari, 4
4. David Coulthard, Williams-Renault, 3
5. Mika Häkkinen, McLaren-Mercedes, 2
6. Heinz-Harald Frentzen, Sauber-Ford, 1
7. Johnny Herbert, Benetton-Renault
8. Eddie Irvine, Jordan-Peugeot
9. Olivier Panis, Ligier-Mugen Honda
10. Nigel Mansell, McLaren-Mercedes
11. Aguri Suzuki, Ligier-Mugen Honda
12. Pierluigi Martini, Minardi-Ford
13. Gianni Morbidelli, Footwork-Hart
14. Luca Badoer, Minardi-Ford
15. Pedro Diniz, Forti-Ford
16. Roberto Moreno, Forti-Ford

### Förare som bröt loppet
- Karl Wendlinger, Sauber-Ford (varv 43, hjul)
- Bertrand Gachot, Pacific-Ilmor (36, växellåda)
- Domenico Schiattarella, Simtek-Ford (35, upphängning)
- Rubens Barrichello, Jordan-Peugeot (31, transmission)
- Ukyo Katayama, Tyrrell-Yamaha (23, snurrade av)
- Mika Salo, Tyrrell-Yamaha (19, motor)
- Andrea Montermini, Pacific-Ilmor (15, växellåda)
- Jos Verstappen, Simtek-Ford (14, växellåda)
- Taki Inoue, Footwork-Hart (12, snurrade av)
- Michael Schumacher, Benetton-Renault (10, snurrade av)

## VM-ställning
| Förarmästerskapet 1. Damon Hill, Williams-Renault, 20 2. Jean Alesi, Ferrari, 14 Michael Schumacher, Benetton-Renault, 14 3. Gerhard Berger, Ferrari, 9 David Coulthard, Williams-Renault, 9 | Konstruktörsmästerskapet 1. Ferrari, 23 Williams-Renault, 23 2. Benetton-Renault, 7 |